# Вестерн-Гроув (Арканзас)
Вестерн-Гроув (англ. Western Grove) — місто (англ. town) в США, в окрузі Ньютон штату Арканзас. Населення — 354 особи (2020).

## Географія
Вестерн-Гроув розташований за координатами 36°6′4″ пн. ш. 92°57′17″ зх. д. / 36.10111° пн. ш. 92.95472° зх. д. (36.101197, -92.954676).  За даними Бюро перепису населення США в 2010 році місто мало площу 2,82 км², уся площа — суходіл.

## Демографія
Згідно з переписом 2010 року, у місті мешкали 384 особи в 171 домогосподарстві у складі 110 родин. Густота населення становила 136 осіб/км².  Було 192 помешкання (68/км²). 
Расовий склад населення:
| - 95,8 % — білих - 1,0 % — корінних американців |

До двох чи більше рас належало 3,1 %. Іспаномовні складали 2,6 % від усіх жителів.
За віковим діапазоном населення розподілялося таким чином: 22,9 % — особи молодші 18 років, 57,0 % — особи у віці 18—64 років, 20,1 % — особи у віці 65 років та старші. Медіана віку мешканця становила 41,4 року. На 100 осіб жіночої статі у місті припадало 76,1 чоловіків;  на 100 жінок у віці від 18 років та старших — 75,1 чоловіків також старших 18 років.
Середній дохід на одне домашнє господарство  становив 50 991 долар США (медіана — 38 750), а середній дохід на одну сім'ю — 66 564 долари (медіана — 54 500). Медіана доходів становила 31 458 доларів для чоловіків та 31 818 доларів для жінок. За межею бідності перебувало 10,6 % осіб, у тому числі 11,5 % дітей у віці до 18 років та 9,7 % осіб у віці 65 років та старших.
Цивільне працевлаштоване населення становило 192 особи. Основні галузі зайнятості: освіта, охорона здоров'я та соціальна допомога — 30,2 %, виробництво — 26,0 %, роздрібна торгівля — 14,6 %, будівництво — 9,9 %.